# Barbara Rockemberg
Barbara Rockemberg, död 1463, var en polsk feodalherre. Hon var regerande hertiginna av Pszczyna 1452-1462. 